# Cnemidocarpa digonas
Cnemidocarpa digonas är en sjöpungsart som beskrevs av Monniot 1969. Cnemidocarpa digonas ingår i släktet Cnemidocarpa och familjen Styelidae. Inga underarter finns listade i Catalogue of Life.